# Cabane des Violettes
Die Cabane des Violettes, auch Violetteshütte, ist eine Schutzhütte der Sektion Montana-Vermala des Schweizer Alpen-Clubs in den Walliser Alpen im Kanton Wallis in der Schweiz.

## Lage und Betrieb
Die Hütte steht auf einem Felssporn über Montana VS auf 2209 m ü. M. und wird von der Sektion Montana des Schweizer Alpen-Clubs betrieben und bewartet.

## Geschichte
Die Aussicht von der 1994 erbauten Hütte aus Steinmauerwerk reicht vom Oberwallis über Weisshorn und Matterhorn bis zu Grand Combin und Mont Blanc. Sie kann im Sommer und im Winter zu Fuss, von der Skipiste, mit dem Mountainbike oder mit der Gondelbahn erreicht werden. 

## Zustiege
- Von der Bergstation Violettes (Normalroute) in 2 Minuten, Schwierigkeitsgrad T1.